# Байен, Пьер
Пьер Байен (фр. Pierre Bayen; 7 февраля 1725, Шалон-сюр-Марн, — 15 февраля 1798, Париж) — французский химик и фармацевт.

## Биография
В Париже он учился с 1749 года у Руэля; работал некоторое время в лаборатории Шамуссэ, где обнаружил такие замечательные способности к химии, что ему поручено было исследовать все минеральные воды Франции; кроме того, Байен исследовал разные минералы и горные породы. В 1765 году Байен опубликовал результаты своих анализов вод Баньер де Люшон. Другие работы Байена опубликованы в «Сборнике иностранных ученых» («Recueil des savants étrangers»). Байен доказал присутствие магнезии в сланцах и нашёл способ добывания её на фабриках соли Эпсома и Зедлитца. В 1781 году опубликовал большую работу об олове; найдя, что олово при превращении в свою «известь» (окись) увеличивается в весе, Байен впервые (до Лавуазье) поколебал теорию флогистона, предположив, что все «извести» отличаются от отвечающих металлов содержанием поглощенной из воздуха составной его части. Байен повторил знаменитый опыт Лавуазье по восстановлению окиси свинца углем — над окисью ртути. Таким образом Байен получил металлическую ртуть и нашёл, что вес выделившегося вещества вместе с выделенной ртутью точно отвечал взятому количеству окиси. Байен опубликовал эти открытия в 1784 году в «Журнале Физики» аббата Розье под заглавием «Essais chimiques ou expériences faites sur quelques précipites de mercure dans la vue d’en découvrir la vraie nature».